# Roberto Sanciprián
Roberto Sanciprián Reyes es un pelotari mexicano. Ganó la medalla de oro en los Juegos Olímpicos de México 1968 junto a Jorge Loaiza e Ismael Hernández.